# Зиккель, Ренэ Иванович
Ренэ Иванович Зиккель (16 октября 1890, Санкт-Петербург — 9 июля 1938, Ленинград) — российский футболист.
Музыкант Семёновского полка, прапорщик.
Выступал за клуб «Удельная» (1909—1910), затем за объединённую команду «Унитас» (1912—1917). Чемпион Санкт-Петербурга 1912 года, бронзовый призёр 1914 года.
В ходе Гражданской войны поступил в Добровольческую армию, участвовал в Первом Кубанском походе. С декабря 1918 года служил в 1-м Офицерском генерала Маркова полку, с 30 сентября 1919 г. подпоручик, с 18 июня 1920 г. капитан.
После революции — бухгалтер завода «Красный Треугольник» и Леноблиздата.
Арестован 12 февраля 1938 года. Комиссией НКВД и Прокуратуры СССР 18 июня 1938 приговорен по ст. ст. 58-6-10 УК РСФСР к расстрелу.
Реабилитирован 31 мая 1989 года ВП ЛенВО.

## Семья
Жена Мария Ипполитовна Зиккель была выслана из Ленинграда с сыном, работала счетоводом-кассиром Каргапольского райлесхоза. Арестована 16 декабря 1940 года, осуждена на 10 лет лагерей. Расстреляна в Златоусте 15 августа 1942 года.